# Адеперо Одує
Адеперо Джонні Одує ([ˌædəˈpɛroʊ oʊˈduːjeɪ] AD-ə-PERR-oh oh-DOO-yay) — нігерійсько-американська актриса, режисерка, співачка і письменниця. Вона відома своєю головною роллю в «Парії» (2011), а також в «12 років раба» (2013) та «Великий короткий» (2015). Усі три фільми отримали широке визнання.

## Життя та кар’єра
Адеперо Одує народився в Брукліні, Нью-Йорк, одним із семи дітей нігерійських батьків. Незважаючи на те, що вона закінчила до-мед у Корнельському університеті, вона вирішила продовжувати свою пристрасть до дії після закінчення навчання.  
Дебют Одує відбувся в критично визнаному та нагородженому незалежному фільмі «Парія» Ді Різа, за який вона отримала кілька нагород та номінацію за найкращу жіночу ролю на нагородах Independent Spirit Awards.    Під час своєї промови Золотого глобуса Залізної Леді, Меріл Стріп згадав деякі зі своїх улюблених вистав року, виділяючи Одує в Pariah. 
Наступного року вона приєдналася до всезіркового акторського складу в телевізійному рімейку "Сталі магнолії" як Аннель Дюпюй-Десото, роль - Даріл Ханна.  
Одує знялась разом з Chiwetel Ejiofor в історичній драмі Стіва МакКуїна " 12 років раба", лавреата премії Академії 2014 року за найкращу картину.   Вона також з'явилася в короткометражному фільмі Ава Дуверней «Двері » в рекламній кампанії Міу Міу, відомій як «Жіночі казки» . 
Після кількох ролей свинцевими в регіональних театральних постановках, в тому числі і затьмарив Самі блакитні очі, Одує  дебютувала на Бродвеї навпаки Сесили Тайсон в Хортона Фута The Trip To Достаток.  
У 2015 році вона поділилася роллю зі Стівом Кереллом у комедійній драмі Адама Маккея «Великий короткий», яка здобула премію «Оскар» за найкращий адаптований сценарій. 
Вона дебютувала в режисерському режимі з короткометражним фільмом « Breaking In » про молодого чорношкірого чоловіка, який вперше зупинився і зазнав поразки від NYPD, ґрунтуючись на досвіді її брата.  Фільм отримав кілька визнань та нагород кінофестивалю. 
У 2017 році вона знялася у драматичному трилері «Вечеря» з Річардом Гіром. Вона з’явилася у науково-фантастичному бойовику 2017 року « Геоторм» . 
Особливості
- Vanity Fair - Hollywood Issue Cover (2012) [12]
- The New York Times - великі виступи (2012) [13]
- Журнал часу - Великі виступи (2012) [14]
- Журнал W - Випуск найкращих вистав (лютий 2012 р.) [15]

## Фільмографія
| Year | Title                            | Role                           | Notes |
| ---- | -------------------------------- | ------------------------------ | --- |
| 2002 | Water                            | Woman                          | Short film |
| 2004 | Fall                             |                                | Short film |
| 2004 | On the Outs                      | Adepero                        | |
| 2005 | Закон і порядок                  | Traci Sands                    | TV series; Episode: "Birthright" |
| 2006 | Thee and a Half Thoughts         | Bodega Woman                   | Short film |
| 2006 | Half Nelson                      | Crack Smoker                   | |
| 2006 | The Tested                       | Mom                            | Short film |
| 2006 | Закон і порядок: Злочинні наміри | Jackie                         | TV series; Episode: "The War at Home" |
| 2007 | Pariah                           | Alike                          | Short film |
| 2007 | Wifey                            | Kadijah                        | TV film |
| 2009 | Sub Rosa                         | Ayesha                         | Short film |
| 2009 | If I Leap                        | Zipporah                       | Short film |
| 2009 | The Unusuals                     | Regina Plank                   | TV series; Episode: "The Circle Line" |
| 2010 | This Is Poetry                   | Wife                           | Short film |
| 2010 | Tags                             | Shayla Johns                   | Short film |
| 2010 | Луї                              | Tarese                         | TV series; Episode: "Dentist/Tarese" |
| 2011 | Men in Love                      | Leo's Ex                       | Short film |
| 2011 | Знедолена                        | Alike                          | Black Reel Award for Best Breakthrough Performance African-American Film Critics Association Award for Best Breakthrough Performance Denver Film Festival Rising Star Award Nominated – Independent Spirit Award for Best Female Lead Nominated – NAACP Image Award for Best Actress in a Motion Picture Nominated – Black Reel Award for Best Actress Nominated – Black Reel Award for Best Ensemble |
| 2012 | Steel Magnolias                  | Annelle Dupuy Desoto           | TV film NAACP Image Award for Outstanding Actress in a Television Movie, Mini-Series or Dramatic Special Nominated – Black Reel Award for Best Supporting Actress |
| 2013 | The Door                         | L                              | Short film |
| 2013 | 12 років рабства                 | Eliza                          | Nominated – Screen Actors Guild Award for Outstanding Performance by a Cast in a Motion Picture |
| 2015 | My Name Is David                 |                                | |
| 2015 | Artemis Fall                     | Commander Aiden Collins        | Short film |
| 2015 | Outliving Emily                  | Meg (Segment 5)                | |
| 2015 | Гра на пониження                 | Kathy Tao                      | |
| 2017 | Геошторм                         | Adisa                          | |
| 2017 | Вечеря                           | Nina                           | |
| 2018 | Галвестон                        | Лорейн                         | |
| 2018 | Wanderland                       | ANAIS – The Master of the Wind | Short film |
| 2019 | When They See Us                 | Nomsa Brath                    | Miniseries |
| 2021 | Сокіл та Зимовий солдат          | Сара Вілсон                    | Miniseries; filming |